# Neusticomys venezuelae
Neusticomys venezuelae är en däggdjursart som först beskrevs av Anthony 1929.  Neusticomys venezuelae ingår i släktet Neusticomys och familjen hamsterartade gnagare. IUCN kategoriserar arten globalt som sårbar. Inga underarter finns listade i Catalogue of Life.
Denna gnagare förekommer i södra Venezuela och i Guyana. En avskild population finns i norra Venezuela. Arten vistas i regioner mellan 600 och 1400 meter över havet. Habitatet utgörs av regnskogar och av områden där det finns klara bäckar. Neusticomys venezuelae jagar vattenlevande ryggradslösa djur.